# River Ouayaneri
River Ouayaneri är ett vattendrag i Dominica.   Det ligger i parishen Saint David, i den södra delen av landet, 15 km öster om huvudstaden Roseau. River Ouayaneri ligger på ön Dominica.